# Eurypylos (Sohn des Dexamenos)
Eurypylos (altgriechisch Εὐρύπυλος Eurýpylos) ist eine Gestalt der Griechischen Mythologie.
Eurypylos war – nach der griechischen Mythologie – ein Sohn des Königs Dexamenos von Olenos und begleitete Herakles auf dessen Zug gegen Troja. Laut einer vom griechischen Reiseschriftsteller Pausanias berichteten, aber von ihm abgelehnten Sagenversion wurde Eurypylos von einigen Autoren mit jenem gleichnamigen Heros von Patrai identifiziert, der aufgrund des Anblickes des in einer heiligen Lade aufbewahrten Bildnisses des Dionysos Aisymnetes den Verstand verloren hatte. Nach dieser Version soll Eurypylos die Lade von Herakles erhalten haben. Pausanias führt gegen diese Überlieferung drei Gründe ins Treffen, von denen der dritte der stichhaltigste ist: Demnach verehrten die Einwohner Patrais selbst nur den ebenfalls Eurypylos genannten Sohn des Euaimon als Heros und erzählten von diesem die erwähnte Geschichte seines Wahnbefalls beim Anblick der Götterstatue und seiner späteren Heilung.